# Reteporella terebrata
Reteporella terebrata är en mossdjursart som först beskrevs av P. Buchner 1924.  Reteporella terebrata ingår i släktet Reteporella och familjen Phidoloporidae. Inga underarter finns listade i Catalogue of Life.